# 10 Years (пісня)
«10 Years» («10 років») — пісня ісландського співака Даді Фрейра та його гурту Gagnamagnið на Євробаченні 2021 року в Роттердамі, Нідерланди.

## Конкурс пісні Євробачення
23 жовтня 2020 р. RÚV підтвердив, що Daði og Gagnamagnið представлятиме Ісландію на 65-му пісенному конкурсі Євробачення Пісня під назвою «10 Years» вийшла 13 березня 2021 року.
На конкурсі пісня «10 Years» була виконана двічі. У півфіналі її виконавець здобув 2-е місце серед 17 учасників, набравши 288 балів (поступившись представникові Швейцарії лише на 3 бали). У фіналі — 4-е місце серед  26 учасників, набравши 378 балів (переможець набрав 524).

## Чарти
| Чарт (2021)                 | Найвища позиція |
| --------------------------- | --------------- |
| Бельгія (Ultratip Flanders) | 6               |
| Ісландія (Tonlist)          | 3               |